# Mapuche
De Mapuche (Mapudungun: Che = Mensen + Mapu = van het land) zijn een inheems volk van Centraal- en Zuid-Chili en Zuid-Argentinië. Voorheen waren ze bekend als Araucanos (Nederlands: Araukanen of Araucaniërs) bij de Spanjaarden (naar de oude Spaanse naam Araucanía voor het deel van Chili dat door de Mapuche werd bewoond), maar tegenwoordig wordt dit als pejoratief beschouwd. Er zijn ongeveer 900.000 Mapuche, die vooral wonen in Chili en Argentinië. Het is echter lastig te bepalen hoeveel Mapuche er precies zijn. Verschillende cijfers spreken elkaar tegen en het is lastig om de categorieën te bepalen. Er is een verschil tussen wie zich als Mapuche beschouwt en wie volgens de metingen echt Mapuche zijn.
Vaak beoefenen de Mapuche naast het christendom ook hun eigen (natuur)religie. De Mapuche bestaan uit drie groepen: Picunche (mensen van het noorden), Huilliches (mensen van het zuiden) en Pehuenche (mensen van Pehuen (een boom; de slangenden)),waarvan de laatste de bekendste groep is. Deze drie groepen hebben een gemeenschappelijke sociale, religieuze en economische structuur en ook een gezamenlijke taal; het Mapudungun, dat zij vaak naast het Spaans spreken.
De traditionele economie van de Mapuche is gebaseerd op de landbouw. De traditionele sociale organisatie bestaat uit verschillende families onder leiding van de lonko; de baas of de leider. In de tijd dat de Spanjaarden arriveerden in Zuid-Amerika bewoonden de Mapuche de valleien tussen de rivieren Itata en Toltén. Veel Mapuche mengden zich tijdens de koloniale bezetting met de Spanjaarden, wat leidde tot een grote nieuwe groep van mestiezen, maar tijdens de hele koloniale periode behielden de Mapuche ook een onafhankelijk gebied in Chili en Argentinië. Pas eind 19e eeuw werd dit gebied ingenomen tijdens de Bezetting van Aurocanië (in Chili) en de Verovering van de Woestijn (in Argentinië). Vanaf die tijd werden zij tweederangs burgers van de nieuwe ontstane staten. Pas in de jaren 1990 is er meer aandacht gekomen voor hun situatie in beide landen. Vandaag de dag zijn er nog steeds veel Mapuchegemeenschappen betrokken bij conflicten over land en inheemse rechten, zowel in Argentinië als in Chili.

## Geschiedenis

### Eerste interactie met Spanjaarden, onderdrukking en weerstand (1546 – 1900)

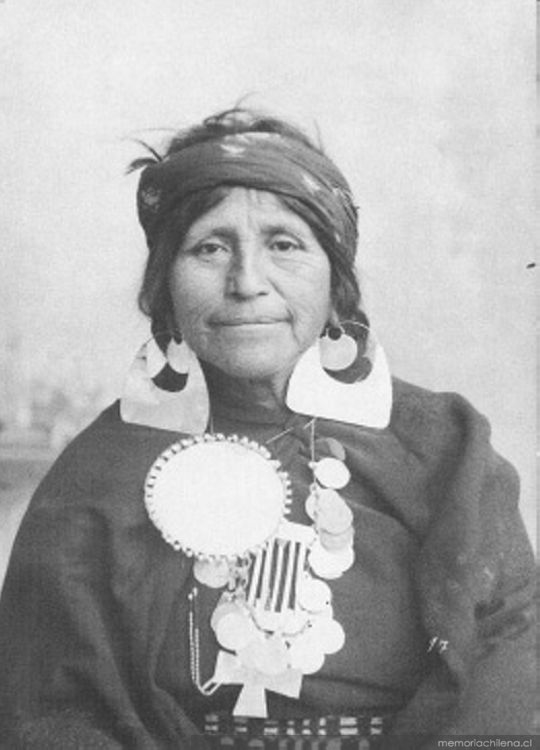
Mapuche, ca 1890.

In het jaar 1540 trok het Spaanse leger onder leiding van Pedro de Valdivia door Chili. Ergens tussen 1550 en 1554 werd Valdivia echter door de Mapuche gevangengenomen en vermoord. In deze periode stierven er veel Mapuche aan de ziektes die de Spanjaarden meebrachten. Zo stierf in 1558 30% van de bevolking door tyfus en rond 1563 stierven er nog eens 100.000 mensen door pokken.
In 1641 sloten de Mapuche en de Spanjaarden voor het eerst vrede tijdens La paz de Quillin, waarmee er een voorlopig einde kwam aan de Arauco-oorlog. De onafhankelijkheid van Mapuche-gebied werd daarbij erkend door Spanje en de grens werd gelegd bij de rivier Bío-Bío. Formeel was dit een vooruitgang, maar in de praktijk veranderde er weinig voor de Mapuche. De Spanjaarden gingen door met het koloniseren van gebieden en schonden de regels voor het behoud van de vrede. In de eerste helft van de 18e eeuw verminderde het oorlogsgeweld enigszins en ontstond er handel tussen de Mapuche en de Spanjaarden. Lange tijd, drie eeuwen lang, hebben de Mapuche bezetting van buitenaf kunnen tegenhouden, maar aan het eind van de 19e eeuw werd hun gebied toch veroverd door de Argentijnse en Chileense legers en kwamen zij onder de macht van deze beide staten. Beide landen onderdrukten de Mapuche.

#### Pacificatie van de Araucanía (in Chili)
De bezetting van de Araucanía (1861-1883) was een reeks van militaire campagnes, overeenkomsten en invallen door het Chileense leger en kolonisten, wat leidde tot de integratie van het gebied van Araucanië in het Chileense nationale grondgebied. Met een combinatie van dwang en diplomatie verplichtte de Chileense overheid enkele Mapucheleiders om een verdrag te tekenen met als doel de Mapuchegebieden bij Chili te voegen. De regering zette reservaten op, de zogenaamde reducciones, vergelijkbaar met het Noord-Amerikaanse reservatensysteem. Veel Mapuche leven nog steeds in extreme armoede als gevolg van het verlies van land. "De Pacificatie van Araucanía” was de uitdrukking die werd gebruikt door de Chileense autoriteiten voor dit proces.

#### Campagne van de woestijn (in Argentinië)
De campagne van de woestijn was een militaire campagne gevoerd door de Argentijnse regering tegen de Mapuche. Deze campagne was bedoeld om daadwerkelijke controle uit te oefenen op het grondgebied van de Pampa en Patagonië dat Argentinië beweerde te hebben geërfd van Spanje, maar tot die tijd onder controle bleef van de inheemse volkeren van verschillende stammen. Deze volkeren waren immers de oorspronkelijke bewoners.

### Onderdrukking en Vermindering (1900-1990)
Nadat de Mapuche veroverd waren en onder het bestuur van de nieuwe staten vielen, volgde er een periode van verlies van identiteit. De Mapuche moesten de eigen identiteit herformuleren nu zij plotsklaps een etnische minderheid waren geworden binnen de Chileense en Argentijnse staat. De weinige gemeenschappen die deze landonteigening hadden overleefd, werden gedwongen om in steden of in afgelegen gebieden te gaan wonen. Vandaag de dag woont het grootste deel van de Mapuchebevolking in de stedelijke gebieden (62%). Dit heeft gezorgd voor een verlies van identiteit en de noodzaak een nieuwe identiteit te ontwikkelen. In de steden was geen plaats voor de rituelen en gebruiken van de Mapuche, waarbij grondbezit erg belangrijk is. Het werd een periode van integratie van de Mapuche in de nieuwe staten. De staat nam een gebied in van ongeveer 90.000 vierkante kilometer, een gebied dat nu staatseigendom werd. De staat erkent wel het bestaan van etnische groepen, maar niet van inheemse groepen. In deze periode van onderdrukking speelden ook de dictaturen van zowel Chili als Argentinië een grote rol. De dictatuur van Pinochet was een zeer zware tijd voor de Mapuchebevolking. Er werd bruut opgetreden tegen de Mapuches, die vrijwel allemaal werden gezien als sympathisanten van de linkse politiek van Allende. Velen werden in deze tijd gearresteerd, gemarteld of vermoord. Deze dictaturen vormden een intensivering van het geweld en de onderdrukking tegen hen als volk.

### Heropleving en Herwaardering (1990 -?)
Na de dictaturen ging de onderdrukking door. Toch kwamen er wel steeds meer organisaties die streden voor de rechten van de inheemse volken. Langzaam maar zeker herontdekten en herwaardeerden de Mapuche hun cultuur en hun taal. Dit proces wordt voortgezet tot op de dag van vandaag. Het terugkrijgen van land is erg belangrijk voor de Mapuche, aangezien zij daarmee ook hun identiteit en tradities terugkrijgen. Zij zijn nog steeds een minderheid die door verschillende groepen wordt onderdrukt, maar het begin van een periode van heropleving en herwaardering is begonnen. Vanaf de jaren 90 wordt de situatie van de Mapuche in Chili vooral gekenmerkt door de problematiek van de economische en politieke macht van de staat. De ondergang van de inheemse gemeenschappen op het platteland, de verovering van hun inheemse bezit, de desintegratie van hun cultuur en de assimilatie in de globaliserende maatschappij zijn hier voorbeelden van. In deze jaren is door de regering de ‘Corporación Nacional de Desarrollo Indígena’ (CONADI) opgericht. De CONADI is een instrument dat opgericht is om de inheemse bevolking in Chili (waar de Mapuche het grootste deel van uitmaken) te ontwikkelen. Onder de term ontwikkeling vallen de ideeën van civilisatie, vooruitgang en integratie in de Chileense samenleving.

## Cultuur

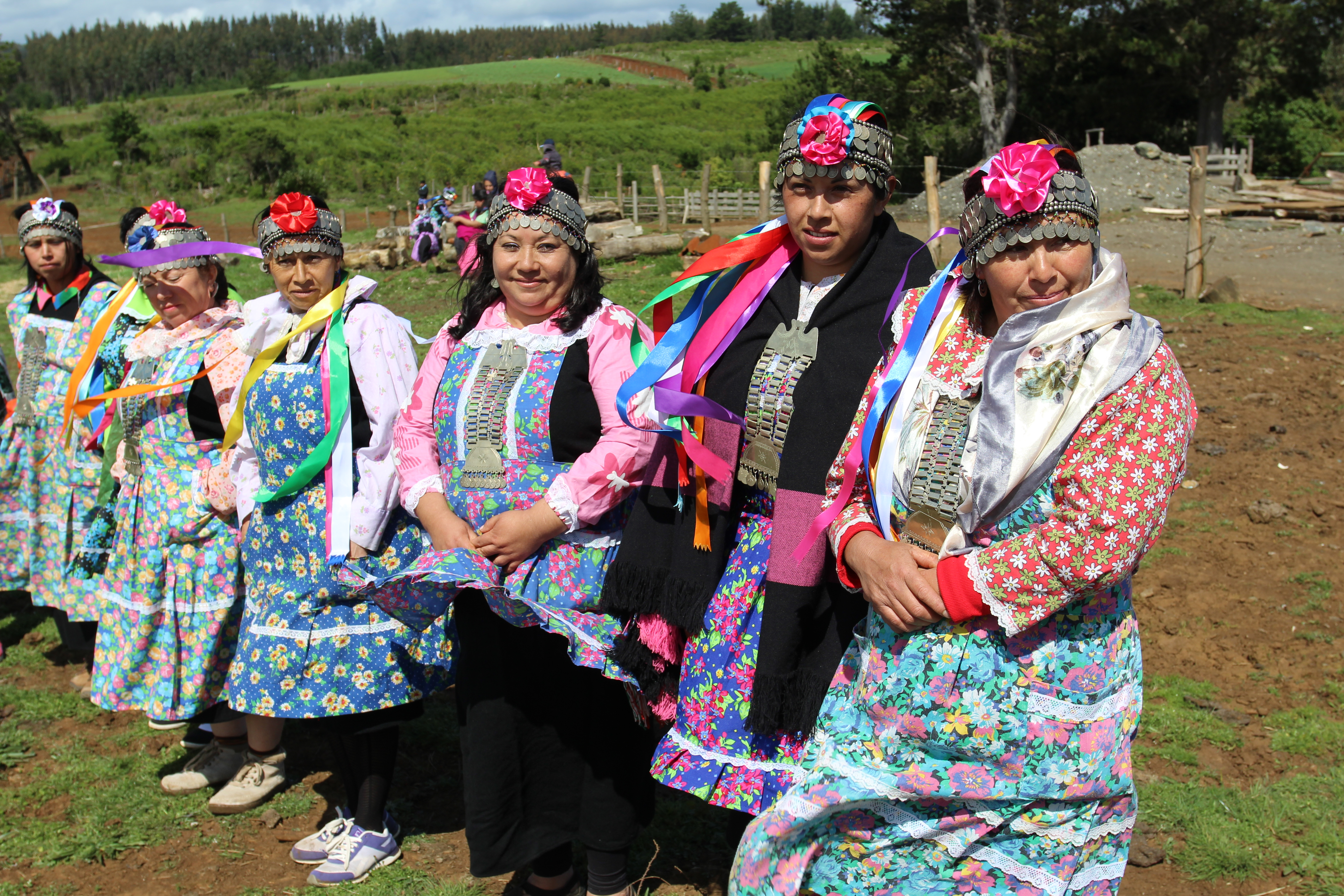

### De Mapuchegemeenschap
De traditionele Mapuchegemeenschap wordt lof genoemd. Deze lof bestaat uit een aantal families die een bepaald gebied beheren. De lof vormt de basis voor de samenleving van de Mapuche. Aan de leiding van deze lof staat de lonko, het hoofd van de gemeenschap. De lof wordt gevormd door diverse families die hetzelfde grondgebied delen en zijn onderling verbonden doordat zij afstammen van een gemeenschappelijke voorouder.
Verschillende lofs vormen gezamenlijk een rewe, en negen rewe vormden vroeger de aillarehue. De rewe is ook de naam voor het heilige altaar, door de Mapuche gebruikt bij hun heilige ceremonies. Meerdere lofs gebruiken eenzelfde rewe. Leden van een lof wonen in een ruka (Mapuchehuis). Een ruka heeft een lengte van 28 tot 56 meter en heeft 2 tot 8 deuren. Een ruka wordt gemaakt van hout en stro en is rechthoekig of rond van vorm. De ruka heeft geen kamers, maar er is wel een verdeling gemaakt van ruimtes met verschillende functies.
Het land wordt bewerkt door zowel de mannen als de vrouwen. De kinderen verzorgen de dieren. Het land is voor de Mapuche erg belangrijk; het is deel van hun identiteit. Ze verkopen de producten van het land en gebruiken ook een deel van de oogst voor eigen gebruik. De mannen maken daarnaast ook nog muziekinstrumenten, zoals de trumpe, de trutuka en de kultrun. Ook maken zij gereedschap, huishoudelijke artikelen en sieraden. De vrouwen houden zich vooral bezig met het bewerken van wol en het weven van kleden.

#### De Lonko
De lonko is de leider van de lof. Het woord lonko betekent in het mapudungun ook letterlijk hoofd. Een lonko wordt verkozen door de lof. De lonko vertegenwoordigt de lof en leidt de rechtspraak. Hij bemiddelt tussen de personen als er onenigheid is en bepaalt de straffen die worden uitgedeeld.

#### De Machi
De machi is de spirituele leider van de lof. Deze functie wordt meestal vervuld door een invloedrijke vrouw uit de Mapuchegemeenschap. Zij wordt geacht de mensen op de spirituele weg te leiden en houdt zich daarnaast bezig met planten en genezende technieken waarvan wordt gedacht dat ze ziektes kunnen genezen of duivelse krachten uit te kunnen drijven. Haar rol is te vergelijken met die van een medicijnman bij andere volkeren. Meer dan 80% van de machis zijn vrouwen. De politieke rol van de machi groeide enorm sinds het begin van de 20e eeuw, toen de invloed van de lonko verminderde door het verlies van land.

## Kanograf
Bij opgravingen aan het Meer van Lacár vonden archeologen in 2022 het kanograf van een jonge Mapuchevrouw, die zo'n 880 jaar geleden zou zijn overleden. Het begraven van doden in uitgeholde boomstammen was tot dan toe alleen bekend uit de Spaanse tijd.